# Euphemismus
Ein Euphemismus (latinisierte Form von altgriechisch εὐφημία euphēmía „Worte von guter Vorbedeutung“; letztlich zurückgehend auf εὖ eu „gut“ und φημί phēmí „ich sage“) oder eine Beschönigung, auch Glimpfwort, Hehlwort, Hüllwort und Verbrämung, ist ein sprachlicher Ausdruck, der eine Person, eine Personengruppe, einen Gegenstand oder einen Sachverhalt beschönigend, mildernd oder in verschleiernder Absicht benennt.
Das semantische Gegenstück zum Euphemismus ist der Dysphemismus (Kakophemismus). Dieser wertet das Bezeichnete ab und versieht es mit negativen Konnotationen.
Aufwertende, mäßigende oder vertuschende Formulierungen kann man – auch unbewusst – aus verschiedenen Motiven verwenden, wobei auch mehrere gleichzeitig zum Tragen kommen können: In erster Linie will man bestehende Tabus und soziale Normen nicht brechen, Anstößiges umgehen, Gefühle von Sprecher und angesprochener Person schonen oder aus Eigennutz täuschen, tarnen oder Aufmerksamkeit wecken.
Beschönigendes Sprechen ist nicht auf eine bestimmte Sprache oder auf einen einzelnen Themenkreis beschränkt, sondern findet sich überall. Euphemistische Ausdrücke werden im öffentlichen Bereich hauptsächlich in der Politik und in der Wirtschaft angewendet. Im Alltag kommen sie besonders häufig bei Tabuthemen etwa im sexuellen und im Fäkalbereich sowie mit den damit zusammenhängenden Örtlichkeiten, Gegenständen und Körperteilen vor. Auch in den Sinnbezirken von Krankheit und Tod empfindet man oftmals eine schonende Ausdrucksweise als angebracht. Des Weiteren finden sich zahlreiche Euphemismen beispielsweise auf religiösen sowie bestimmten sozialen und kulturellen Gebieten.
Der Bestand an Euphemismen ist im Wortschatz einer Sprache nur zu einem geringen Teil konventionalisiert. Mehrheitlich bestimmen die konkreten Sprechumstände (Redeanlass, Ort, soziale Gruppe und Redeabsicht), was als Euphemismus gilt und wann dieses sprachliche Mittel zum Einsatz kommt.

## Funktionen von Euphemismen
Der Gebrauch von Sprache hat immer eine bestimmte Funktion. Kommt ein Euphemismus zum Einsatz, wird damit etwas Bestimmtes bewirkt; diese Wirkungen können umgekehrt aus der Sicht des Sprechers als Motiv dienen, zu einem solchen Ausdruck zu greifen. Eine einzelne solche sprachliche Wirkung muss dabei als Motiv nicht zwangsläufig von den anderen isoliert und allein für die Verwendung eines Euphemismus verantwortlich sein. Meist können die Funktionen von Euphemismen nicht scharf voneinander getrennt werden, oft dominiert ein bestimmtes Motiv.
AufwertungVielfach werden statt der eigentlichen Bezeichnungen für eine Person, Sache oder Angelegenheit beschönigende Ersatzausdrücke hauptsächlich zum Zweck einer Aufwertung verwendet. Dadurch kann entweder das Bezeichnete selbst mit Absicht gewürdigt oder in ein besseres Licht gestellt werden, oder es wird der damit in Zusammenhang stehenden Person oder Personengruppe Höflichkeit und Wertschätzung entgegengebracht. Solches ist etwa bei den sprachlichen Normen der Political Correctness der Fall.
Milderung und SchonungEuphemismen können eine abschwächende Wirkung haben und das Gesagte weniger drastisch erscheinen lassen. Eine solche Verwendungsweise schont die Gefühle der angesprochenen Person oder auch des Sprechers selbst und kommt dort zum Einsatz, wo Ehrerbietung, Rücksichtnahme und Höflichkeit angebracht sind, also vorwiegend dort, wo bestimmte gesellschaftliche und kulturelle Konventionen und Normen eine solche Rücksichtnahme erforderlich machen.
Verhüllung, Tarnung und VertuschungEuphemismen dieser Art bezeichnen eine Sache oder einen Sachverhalt in der Weise, dass das eigentlich Gemeinte auf der Wortebene nicht – oder zumindest nicht vordergründig – in Erscheinung tritt. Dies liegt vor allem bei strengen Normen und tabuisierten Inhalten vor oder dort, wo Sachverhalte bewusst verhüllt werden sollen, um beispielsweise eine öffentliche Empörung zu verhindern, so etwa im öffentlichen Sprachgebrauch totalitärer politischer Systeme, wo dieses Mittel auch ausdrücklich als sprachpolitische Maßnahme eingesetzt wird, um letztlich die Angesprochenen bewusst beeinflussen zu können.

## Themengebiete und Handlungsbereiche
Die Themengebiete und Handlungsbereiche, in denen Euphemismen eingesetzt werden, sind sehr zahlreich. Luchtenberg (1985) unterteilt die Bereiche, in denen Euphemismen zum Einsatz kommen, in folgende Sachgruppen:
- politischer Sprachgebrauch (mit Beispielen aus der Außen- und Innenpolitik sowie dem militärischen Bereich und dem Sprachgebrauch in der Zeit des Nationalsozialismus)
- ökonomischer Sprachgebrauch (mit Beispielen aus der Wirtschaftspolitik, aus Produktion, Verkauf und Beschäftigung sowie von Berufsbezeichnungen und anderem)
- gesellschaftlicher Sprachbereich (mit Beispielen aus unterschiedlichen sozialen Gebieten betreffend gesellschaftliche Normen und soziales Fehlverhalten)
- Religion (mit Behandlung von Sprachtabu, Aberglauben und christlicher Religion)
- Tod (Sterben, Totsein, Beerdigung und der Tod selbst)
- geistig-psychischer Bereich (Benennungen für persönliche Eigenschaften und Gefühle, Bezeichnungen für „ich“)
- körperlicher Bereich (mit Beispielen für Dinge der Sexualität, der Schwangerschaft und Geburt, der Krankheit und der Ausscheidung sowie für Körperteile und anderes)
- Rauschmittel (mit Benennungsbeispielen für den Alkohol oder das Rauschgift selbst, den Umgang damit und für das Betrunken- oder Highsein)

Aus diesem Themenbereich sind unter anderem folgende euphemistische Gebrauchsweisen zu verzeichnen.

### Religiöse und sittliche Normen und Tabus
In jeder menschlichen Gemeinschaft existieren Tabus sowie ethische und sittliche Normen, die zu bestimmten Dingen eine kaschierende oder zumindest mildernde Ausdrucksweise verlangen, sofern nicht für gewisse Situationen überhaupt ein gänzliches Sprechverbot besteht. Solche Normvorgaben können grundsätzlich alle Mitglieder einer Gemeinschaft betreffen, wie beispielsweise Rede- und Verhaltensvorschriften die Sexualität betreffend, oder auf bestimmte soziale Subgruppen wie soziale Schichtungen und Altersgruppen beschränkt sein. Vieles, was als Norm angesehen und mit einem bestimmten sprachlichen Verhalten belegt wird, kann einer zeitlichen Veränderung unterliegen, wie etwa bezüglich Sexualität, Hygienemaßnahmen, Schönheitsvorstellungen oder Art und Ausmaß der Selbstdarstellung. Dementsprechend ist es auch von der jeweiligen Epoche abhängig, wann ein Euphemismus erwartet wird und was als ein solcher gilt.
Das gegenseitige Verhältnis von Euphemismus und Tabu ist aber keine Eins-zu-eins-Beziehung. So kann in dem Themenbereich, in dem ein Euphemismus verwendet wird, ein Tabu bestehen. Dies ist aber nicht zwingend, denn Euphemismen können auch aus anderen Gründen zum Einsatz kommen. Umgekehrt muss ein Tabu nicht zwangsläufig mit einem Euphemismusgebrauch einhergehen, wie etwa in bestimmten sozialen Gruppen, in denen eine sonst übliche Tabuisierung nicht der Regelfall ist. Beispielsweise werden des Öfteren untere soziale Schichten mit derben Redens- und Verhaltensweisen in Zusammenhang gebracht, sodass in solchen tatsächlichen Fällen weit verbreitete Euphemismen vielfach nicht in der sonst üblichen Form verwendet werden. Auch können Tabus Schweigen, Leugnen oder anderes Vermeidungsverhalten zur Folge haben. Dies betrifft zum Beispiel Tabubereiche wie Inzest, Gewalt in der Familie oder Homosexualität.

#### Religion und Aberglauben
Die ursprüngliche Motivation, Euphemismen zu verwenden, liegt in der Existenz von Sprachtabus, die von Religion und Aberglauben herrühren. Grundlage dafür ist der Glaube, dass ein Wort und das damit Bezeichnete identisch seien, was in Redewendungen wie „Wenn man den Teufel nennt, kommt er g’rennt [her gerannt]“ ersichtlich ist. Um solche glaubensmäßigen Tabus nicht zu brechen, werden Wörter und Formulierungen, die ein derartiges Thema direkt benennen oder unmittelbar darauf hindeuten, vermieden und stattdessen Ersatzausdrücke in Anspruch genommen. Ein Beispiel dafür sind etwa der „Gottseibeiuns“ oder „Leibhaftige“ als Bezeichnung für den Teufel sowie Ersatznamen für Gott („Vater im Himmel“, „Herr“, „Allmächtiger“ usw.) und für Jesus („Heiland“, „Erlöser“, „Menschensohn“ statt „Gottessohn“). Solche Bezeichnungen werden meist nicht mehr als Tarnwörter empfunden, was zum einen auf einen generellen Abbau von religiösen Tabus zurückgeführt werden kann und zum anderen darin begründet liegt, dass im theologischen Bereich solche Wörter für eine semantische Differenzierung des Bezeichneten sorgen. Das euphemistische Vokabular aus diesem Bereich ist sehr begrenzt, und es entstehen kaum Neubildungen, die sich im allgemeinen Sprachgebrauch durchsetzen.
In der griechischen Mythologie finden sich auch euphemistische Beinamen, mit denen Gottheiten von notorischem Zorn besänftigt und geschmeichelt werden sollten, wenn man sie anruft oder auch überhaupt über sie redet oder schreibt. So heißen die drei Rachegöttinnen, Erinnyen, „die Wütenden“, werden aber dennoch oft unzutreffenderweise Eumeniden, „die Wohlgesinnten“ gerufen.

#### Sexualität und Körperabsonderungen

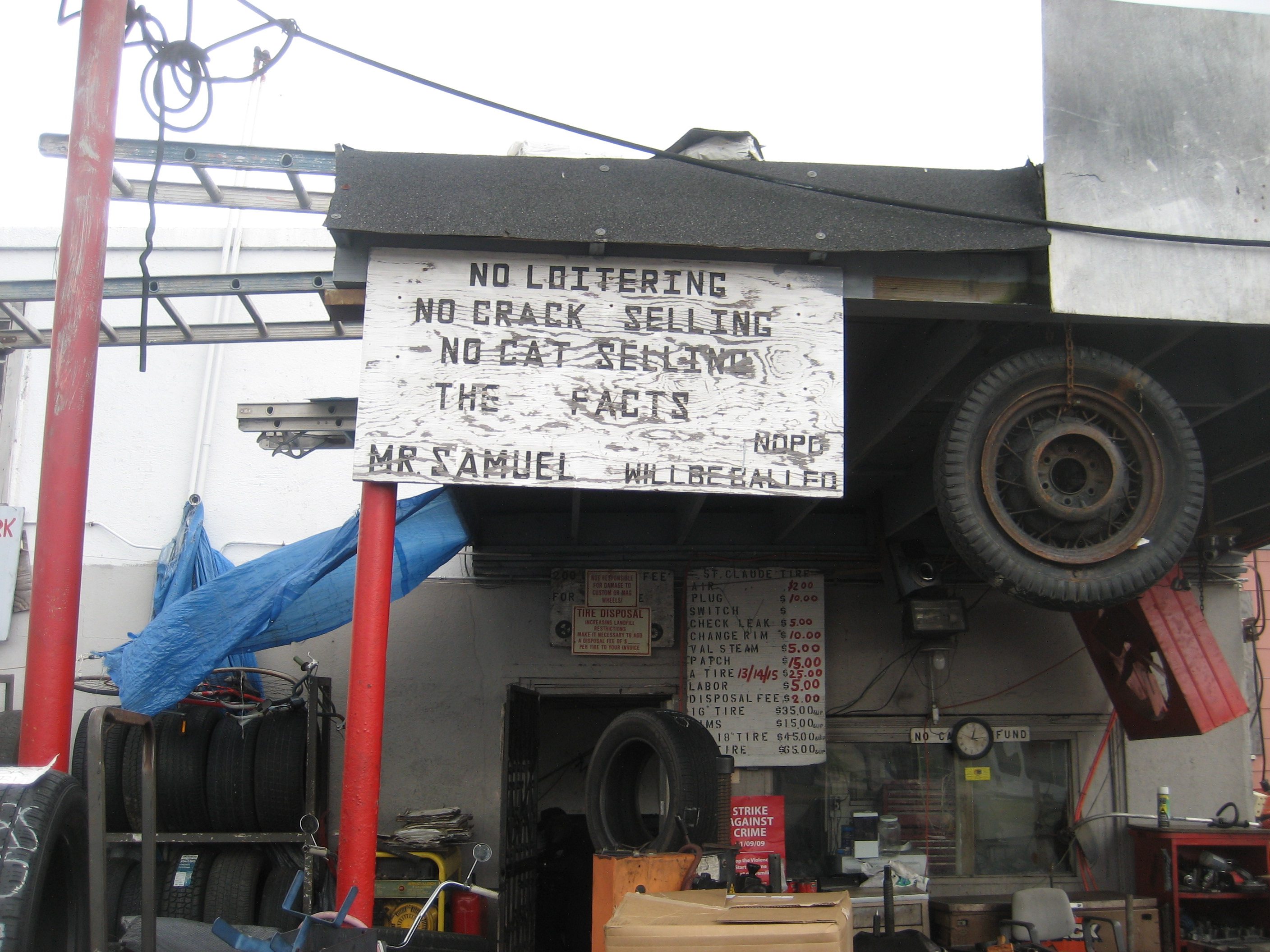
„Cat selling“, wörtlich „Katzenverkauf“, ein englischsprachiger Slang-Euphemismus für Prostitution

Mehr oder weniger universell anzutreffen sind im körperlichen Bereich restriktive Normen für das Benennen von Geschlechtsteilen, des Anus und des Gesäßes sowie deren biologischen Funktionen. Die Tabuisierung wird oft dadurch kenntlich, dass alltagssprachliche Wörter fehlen, die diese Körperregionen und -funktionen konnotations- und wertfrei bezeichnen. Vielmehr herrschen Vokabeln vor, die entweder als medizinisch-fachsprachlich, gespreizt, abgehoben und daher in vielen Situationen als lächerlich und unangebracht empfunden werden, oder die im Gegenteil als zu abwertend und vulgär gelten. Als Ausweg aus dem Benennungsdilemma werden daher oftmals fremdsprachliche Ausdrücke oder – teils scherzhaft – kindliche Bezeichnungen herangezogen oder für die gesamte Genital- und Analregion auch nur allgemeine Ortsbestimmungen wie „unten“ oder ähnliche in Anspruch genommen, die so eine deutliche verhüllende Komponente aufweisen. Auch die Bezeichnung „Unterleib“ kann gegebenenfalls eine solche Funktion erfüllen.
Doch der gesamte sexuelle Bereich bringt aufwertende, tarnende und beschönigende (aber auch gegenteilig eine ganze Reihe abwertender) Ersatzbenennungen hervor: nicht nur für die Körperteile selbst, sondern auch für den Geschlechtsakt, für Selbstbefriedigung, Prostitution, Geschlechtskrankheiten, für alle damit zusammenhängende Dinge und Orte sowie nicht zuletzt für Fruchtbarkeit und Menstruation, Zeugung, Schwangerschaft und Geburt. Das Spektrum dieses Vokabulars ist äußerst reichhaltig und kann regional und zeitlich unterschiedlich sein.

### Gesellschaftliche und kulturelle Normen
Gesellschaftliche Gruppen und Subgruppen haben teilweise eigene, den Ansichten und Lebensumständen entsprechende Regeln und Konventionen. Dazu gehören in der mitteleuropäischen Kultur Bereiche wie beispielsweise Alkohol und Alkoholkonsum, die finanzielle und soziale Lage einer Person, die partnerschaftliche Treue oder das Alter. Alle diese Gebiete verlangen je nach Situation einen rücksichtsvollen sprachlichen Umgang, um gegebenenfalls nicht das Gefühl oder das Ansehen einer Person zu verletzen. Euphemistische Wörter und Umschreibungen haben daher den Zweck, das zu Sagende mildernd auszudrücken und weniger drastisch erscheinen zu lassen.
So wird von einer ansonsten angesehenen Person eher (möglicherweise hinter vorgehaltener Hand) gesagt, dass sie „trinkt“ als dass sie „ein Säufer ist“, was schon gegenteilig als dysphemistische Ausdrucksweise gilt. Auch der finanzielle und soziale niedrige Status einer Person oder Personengruppe kann euphemistisch zum Ausdruck kommen. Dies äußert sich etwa in der öffentlich verwendeten Phrase „sozial schwach“, die das zuvor gebräuchliche Wort „arm“ ablöste. Das Substantiv „Armut“ hingegen wird als Sachbezeichnung ohne nennenswerte Konnotationen weiterhin verwendet: „Armutspolitik“, „Armutsgrenze“. Aus dem Bereich der Partnerschaft und Ehe sind etwa die Wörter „fremdgehen“ und „Ehebruch“ als konventionalisierte sprachliche Verhüllungen für den außerehelichen Beischlaf zu sehen, wie auch „Beischlaf“ selbst seinen euphemistischen Charakter nur noch wenig erkennen lässt. Um das fortgeschrittene Alter einer Person sprachlich zu mildern, wird häufig der sogenannte „absolute Komparativ“ eingesetzt. Eine „ältere“ Dame wird sprachlich nicht, wie das Wort allein vermuten ließe, älter, sondern jünger gemacht (indem die Steigerungsreihe „jung – älter – alt“ zugrunde gelegt wird), womit das hohe Alter relativiert wird. Im gegenteiligen Falle wird mit der Bezeichnung „ein jüngerer Herr“ auf das erst kurze Leben des Mannes Bezug genommen, und es kann so gegebenenfalls seine geringere Lebenserfahrung sprachlich ausgeblendet werden bzw. diese als mögliche Erklärung für ein bestimmtes Verhalten dienen.
Eine große Anzahl an Beschönigungen nehmen zu sozialen Normen die Bereiche persönliches Aussehen, Krankheit und Tod ein. Eine dicke Person wird heute häufig als rund, kräftig gebaut oder ähnlich bezeichnet. Auch findet das in eigentlicher Bedeutung der Einzelwörter keinen Sinn ergebende Wort vollschlank Anwendung; und das ursprünglich ebenfalls euphemistisch gegoltene Übergewicht wird häufig durch Rubensfigur ersetzt. Damit soll die Bedeutung der geschätzten Werke des Malers Peter Paul Rubens, auf denen häufig wohlbeleibte Damen abgebildet sind, auf die genannte Person übertragen werden.

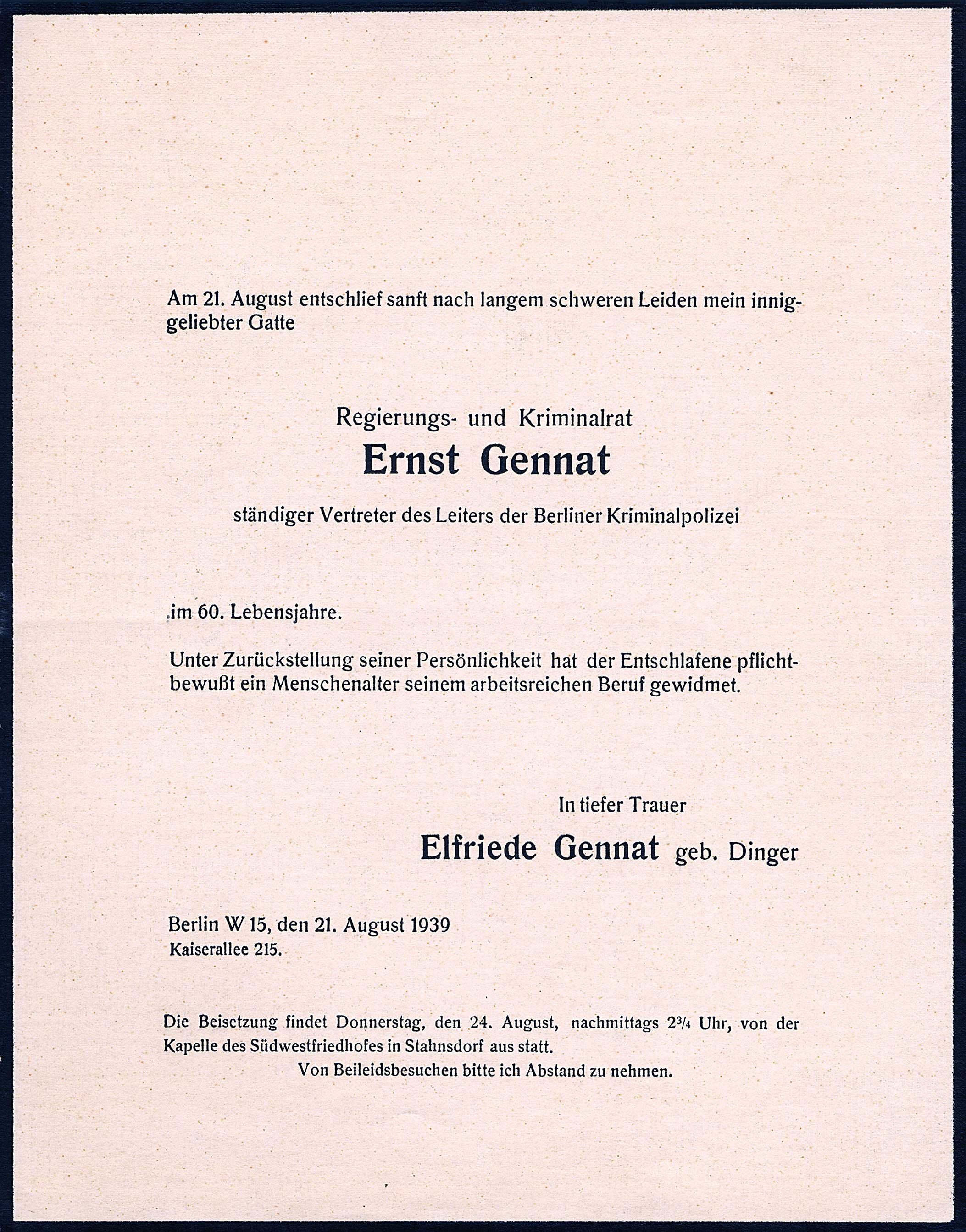
Euphemismen in Todesanzeigen: „sanft entschlafen“, „verschieden“ oder „heimgerufen“

Nicht nur Milderung, sondern auch tabuistischer Charakter kennzeichnen den sprachlichen Umgang mit schweren Krankheiten (wie Krebs, der oftmals sprachlich auf die Krankheit reduziert oder auch überhaupt nicht ausgesprochen wird) und mit dem Tod. Zahlreiche diesbezügliche Umschreibungen und Ersatzwörter finden sich in Parten, Todesanzeigen und Nachrufen. Allein die Formulierung Herr A. ist verstorben klingt in solchen Fällen pietätvoller als zu sagen, er wäre gestorben. Häufig findet sich im Bereich des Sterbens auch die Metapher des Schlafens, etwa wenn jemand seine Augen für immer schließt, sanft entschlafen oder eingeschlafen ist; auch das Einschläfern von Tieren gehört hierher, wiewohl einschläfern auf den Menschen angewandt rein als Dysphemismus gilt.

### Gesellschaftliches Ansehen von Berufen
Da ein gesellschaftlich höherer Status allgemein als besser angesehen wird, ist man zu bestimmten Anlässen bestrebt, sich gut oder besser zu präsentieren. Dies erklärt das wiederholt anzutreffende Phänomen, einen Berufsstand oder eine Berufsbezeichnung mit aufwertenden Worten auszudrücken. So erfuhr nicht nur in der Umgangssprache die Putzfrau (oft nur scherzhaft) einen Aufstieg zur Raumpflegerin oder (ausschließlich scherzhaft) zur Parkettkosmetikerin, sondern auch in Gesetzestexten erhielt die Kindergärtnerin mit der Aufwertung zur Kindergartenpädagogin oder die Umbenennung der Bürogehilfin in die Fachkraft für Bürokommunikation einen zumindest höheren Bedeutungsstatus.
Während die genannten Beispiele firmenübergreifend verwendet werden, gibt es auch firmenspezifische Euphemismen. So ließ sich etwa die Fastfood-Kette Subway den Begriff Sandwich Artist für ihre Restaurantmitarbeiter als Eingetragenes Warenzeichen schützen.
Solche euphemistischen Ausdrücke, die auch bei einigen anderen Berufsbezeichnungen bestehen, sind nur ein spezieller Fall des vielfachen Bemühens, die berufliche Arbeit besonders in formellen Situationen oder gegenüber sozial Höhergestellten positiv zu vermitteln.

### Politisch motivierte Tarnung
Sprachliche Tarnung als vordergründiges Motiv existiert nicht nur im Aberglauben, mythischen Denken und auf dem Gebiet der Religion, sondern wird auch im politischen Bereich eingesetzt. Besondere Bedeutung kam ihr im deutschen Sprachraum zuletzt in den totalitären Systemen des 20. Jahrhunderts zu. Sowohl das nationalsozialistische als auch das kommunistische Regime in der DDR verwendete Wörter, die ideologisch bedeutsame Angelegenheiten verbrämten. So sollte beispielsweise Umsiedlung oder Evakuierung in der Zeit des Nationalsozialismus die tatsächliche Vertreibung und Ermordung der jüdischen Bevölkerung kaschieren.
In der Belletristik verarbeitet findet sich dieser Typus von politisch motivierter Tarnung im Roman 1984 von George Orwell, wo diese Art von Tarnsprache als „Doublespeak“ bezeichnet wird. Ein Beispiel für sprachliche Umdeutung auf höchster Stufe ist darin die ins Gegenteil verkehrende Tarnbezeichnung Wahrheitsministerium für eine Einrichtung, deren Aufgabe es ist, in den geschichtlichen Aufzeichnungen eine permanente Änderung von Fakten und vergangenen Ereignissen vorzunehmen und diese den aktuellen Gegebenheiten anzupassen. Dasselbe Benennungsmuster liegt real in der heute als völlig wertfrei angesehenen Bezeichnung Verteidigungsministerium vor, welche den früheren Namen Kriegsministerium ablöste.

## Gruppenspezifische Verwendung
Euphemismen sind in den verschiedenen Sprachschichten und Sprechergruppen nicht in gleichem Ausmaß vorhanden. Die Fachsprachen der verschiedenen Berufe weisen weniger euphemistischen Gebrauch auf als die Umgangssprache, und in den verschiedenen Stilebenen wie dem vulgären oder familiären Sprachgebrauch und dem gehobenen Sprachstil ist unterschiedlich zu beurteilen, welche sprachlichen Ausdrücke als Euphemismus gelten. Im Folgenden sollen einige Beispiele aus dem öffentlichen, fachsprachlichen und sondersprachlichen Bereich eine gruppenspezifische Gebrauchsweise verdeutlichen:

### Öffentlicher Sprachbereich: Politik
Der Gebrauch einer beschönigenden Ausdrucksweise ist im politischen Sektor ein gängiges Phänomen. Dafür werden auch Fachkräfte eingesetzt, die sogenannten Spin-Doctors. Im politischen Alltag werden – besonders wenn es darum geht, unbeliebte politische Maßnahmen erklären oder Tatsachen mitteilen zu müssen – die Angelegenheiten in schöne Worte verpackt, um so deren Missliebigkeit sprachlich zu mindern und die Ablehnung seitens der Bürger in Grenzen zu halten. So hatte beispielsweise der Ausdruck Sparpaket ursprünglich auch eine euphemistische Note, da das Wort Paket auch an ein Geschenk mit großer Schlaufe zu feierlichen Anlässen erinnert und Angenehmes erwarten lässt. Dieser Bedeutungsanteil ist mittlerweile verloren gegangen und Sparpaket bzw. Paket überhaupt ist schon längst zu einer konventionalisierten Metapher geworden, indem auch vom Schnüren und Aufschnüren von Spar- und anderen Maßnahmenpaketen gesprochen wird.

#### Krieg und Militär
Im politischen Alltag existieren solche beschönigenden Redeweisen auch auf etlichen Spezialgebieten. Bis ins 20. Jahrhundert hinein war eine neutrale Sprachverwendung von Begriffen, die das Kriegswesen oder die Kriegspolitik explizit ansprachen, als sachbezogen akzeptiert. Im 20. Jahrhundert umging man zunehmend diese Bezeichnungen, da sie als anstößig und belastet angesehen wurden, und setzte unverfänglicher klingende wie Wehr-, Verteidigungs- oder Sicherheitspolitik an ihre Stelle. Der Begriff "Waffe" erhielt im 21. Jahrhundert verschiedene diplomatische Verhüllungen wie etwa "Wirkmittel".
Euphemismen wie Kollateralschaden sind inzwischen beinahe zur Alltagsvokabel geworden. Das Wort bezeichnet im hier verwendeten Sinne eine mit einem militärischen Angriff einhergehende Zerstörung von zivilen Einrichtungen und die Tötung von Zivilpersonen; somit wird die verheerende Tat und die ihr zugrunde liegende Aggression zu einer Sache herabgemindert, die nebenher (lateral = ‚seitlich, nebenbei‘) und somit nur beiläufig passiert. Die Empörung der Öffentlichkeit, bei Aufkommen dieses Wortes, über den Zynismus, der in diesem Wortgebrauch liegt, schlug sich darin nieder, dass der Ausdruck in Deutschland im Jahr 1999 zum Unwort des Jahres erklärt wurde. Der Begriff Militärschlag wiederum ist in den letzten Jahren als verschleiernder Ausdruck für Angriffskriege üblich geworden. Ein bezeichnendes Beispiel aus diesem Bereich ist ethnische Säuberung, das stellvertretend für Völkermord oder zumindest Vertreibung steht. Ein aktuelles Beispiel für einen Euphemismus im Krieg ist Anti-IS-Einsatz.

#### Umweltverschmutzung
Mit dem erhöhten Umwelt- und Konsumbewusstsein ab den 1970er Jahren wurden auch Sachen mit euphemistischen Ausdrücken belegt, die auf Umweltschäden und auf die Bedrohung der Natur hinweisen. So wurde beispielsweise die stinkende und Gegenstände aus biologisch nicht abbaubaren Materialien enthaltende Mülldeponie zum konnotativ neutralen Entsorgungspark, wie auch die sprachliche Neubildung entsorgen selbst – als semantisches Gegenstück zu versorgen – auch zum verhüllenden Ausdruck für wegwerfen wurde. Während Entsorgungspark als Beschönigung in erster Linie den Betreibern zugutekommt, dient entsorgen auch den umwelt- und konsumkritischen Konsumenten als sprachliche Tarnung, wenn sie selbst etwas wegwerfen. Denn mit dem Wort entsorgen rechtfertigt man, dass mit dem Entledigen einer Sache kein Verstoß gegen die (gruppeninterne) Norm begangen wird, selbst nicht zur Wegwerfgesellschaft zu gehören. Doch auch das Wort entsorgen hat mittlerweile viel von der beschönigenden und tarnenden Komponente verloren und Alltagscharakter angenommen.

#### Technik
Ein Beispiel aus einem angrenzenden Sachbereich ist der Einsatz des Wortteiles Kern- anstelle von Atom- besonders in den 1970er Jahren. Da das Wort Atom mit negativen Assoziationen von Gefahren unterschiedlicher Art behaftet war (etwa Atombombe), wurde auf Seiten der Befürworter der friedlichen Nutzung der Atomkraft das Wort vermieden und bevorzugt von Kernkraft, Kernenergie, Kerntechnik gesprochen, sodass bereits anhand der Wortwahl ersichtlich war, welcher Seite man angehörte (ein Slogan der Gegner hingegen lautete Atomkraft nein danke). Zudem erinnerte gerade zu dieser Zeit des Erstarkens ökologischen Gedankenguts das Wort Kern – obwohl es aus der Fachsprache der Physik stammt – an natürliche Produkte wie Kernobst und lenkte so von den unliebsamen Nebenbedeutungen von Atom ab. Verwender der Bezeichnungen mit Kern- verweisen dagegen darauf, dass diese Formulierung physikalisch präziser sei, da sich die entscheidenden Vorgänge nur im Atomkern ereignen, nicht jedoch in der Atomhülle.

#### Nationalsozialismus

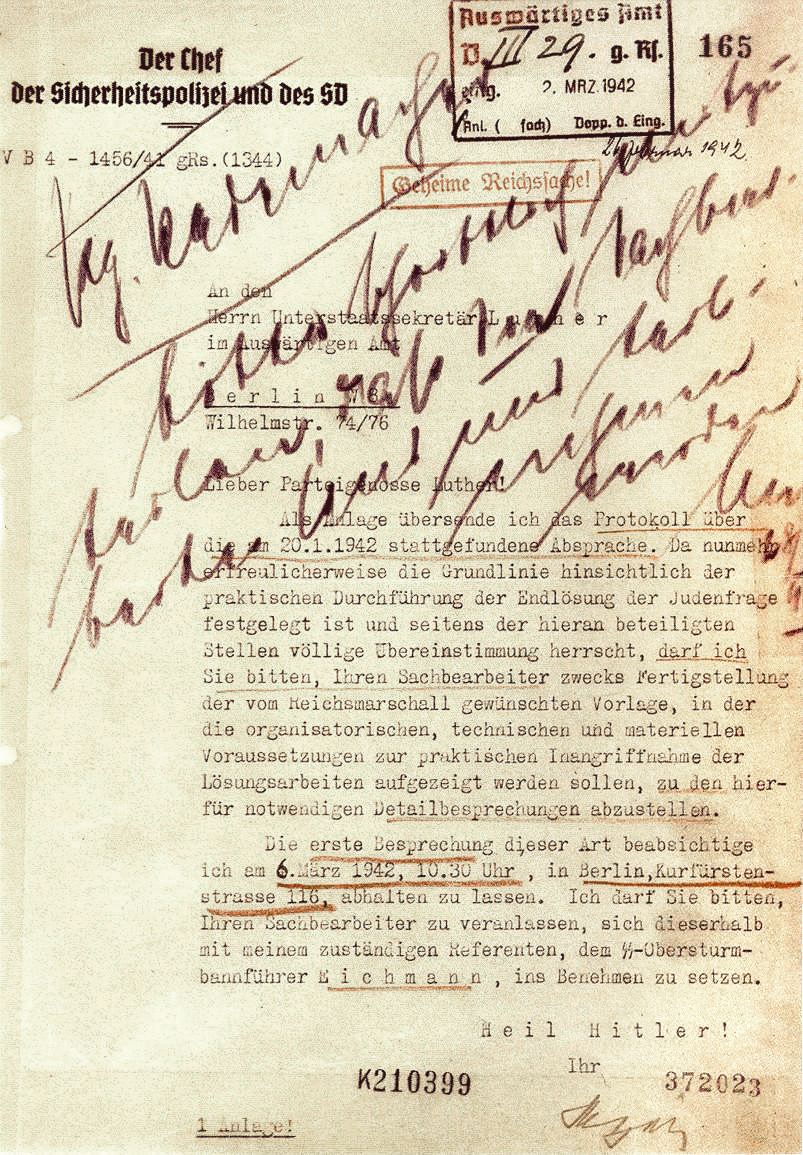
Schreiben von Reinhard Heydrich an Unterstaatssekretär Martin Luther im Anschluss an die Wannseekonferenz: „Da nun erfreulicherweise die Grundlinie hinsichtlich der praktischen Durchführung der Endlösung der Judenfrage festgelegt ist …“

Weithin bekannt für den intensiven Einsatz von Euphemismen ist die politische Sprache in der Zeit des Nationalsozialismus. Häufig war hier das vorrangige Motiv die Tarnung, wie es etwa in der Verwendung des Wortes Euthanasie vorliegt. Das Wort steht „euphemistisch für: Tötung geistig, psychisch, körperlich Behinderter, mit zunehmendem Einfluß der SS auch gesunder Unangepasster; ferner: Tötung arbeitsunfähiger KZ-Häftlinge“. Allgemein bekannt ist auch das vielfach zitierte Beispiel Endlösung, das als Kurzform für Endlösung der Judenfrage steht und die systematische Ermordung der jüdischen Bevölkerung meinte.
Eine weitere Möglichkeit, im politischen Sprechen oder in der politischen Berichterstattung in den Medien mildernd oder tarnend zu wirken, ist beispielsweise der Einsatz von Wörtern, die typisch für eine andere Stilschicht sind. So können etwa in Reden oder in politischen Berichten in Zeitungen statt derjenigen Wörter, die der politischen Bedeutsamkeit einer Angelegenheit gerecht würden, solche Ausdrücke eingesetzt werden, die familiär, flott und ungezwungen wirken und persönliche Nähe erzeugen. Die Folge davon ist, dass das Ausgesagte weniger ernst genommen wird und man sich dem Gesagten näher fühlt. Solches liegt beispielsweise vor, wenn Personen mit nationalsozialistischer Gesinnung salopp und abschwächend als Nazi-Hanseln tituliert werden. Hier liegt der paradox erscheinende Fall vor, dass mit einem eigentlichen Dysphemismus (abwertender umgangssprachlicher Ausdruck Hansel) ein euphemistischer Effekt (Milderung, Abschwächung) erzielt wird.
Ein organisierter und konsequenter Einsatz von Euphemismen im politischen und medialen Bereich kann letztendlich tatsächliche Manipulation und Meinungslenkung bedeuten. Denn neben Tabubewältigung ist die beabsichtigte Beeinflussung anderer die wesentliche pragmatische Funktion des euphemistischen Sprachgebrauchs. Dabei darf diese Lenkung des anderen nicht nur aus negativer Sicht gesehen werden.

### Fachsprachlicher Gebrauch: Wirtschaft
Auch im Bereich der Wirtschaft ist dort euphemistisches Vokabular gängig, wo es um brisante Angelegenheiten wie Arbeitsplätze oder Preisgestaltung geht – also Dinge, die in politischen Zusammenhängen stehen und die Existenz der Menschen berühren oder berühren können. Allgemein bekannt sind Ausdrücke wie Freisetzung für Entlassung, weil mit freisetzen das hochwertige Wort frei bzw. Freiheit und Frei-Sein anklingt und die negative Bedeutung von entlassen werden vermieden wird, oder Anpassen von Preisen und Preiskorrektur statt Preiserhöhung, weil damit das missliebige Erhöhen sprachlich ausgeblendet wird. Als Gewinnwarnung mit dem positiven Ausdruck Gewinn, können nicht erreichte Ziele oder Verluste bezeichnet werden.
Bezüglich des Personals von Unternehmen hatten Wörter wie Assistent und Mitarbeiter ursprünglich stark aufwertenden Charakter; sie sollen von der vergleichsweise einfachen oder weniger verantwortungsvollen Tätigkeit und von der untergeordneten Position in der betrieblichen Hierarchie ablenken. Der österreichische Kabarettist Lukas Resetarits formulierte ironisch in einem seiner Programme in den 1990er Jahren als Sprechvorschrift für Vorgesetzte: „Und immer schön ‚Mitarbeiter‘ sagen, nicht ‚Putztrampel‘!“
Andere Bereiche im Wirtschaftssektor, die oftmals einen beschönigenden sprachlichen Umgang erfordern, sind beispielsweise Preise. (Preis)günstig und preiswert für billig umgeht die mögliche Minderwertigkeit der Ware, oder gegenteilig lässt etwas Besseres für etwas Teures die finanzielle Belastung des Kunden nicht anklingen. Das persönliche Einkommen nennt man im mitteleuropäischen Kulturkreis meistens überhaupt nur gegenüber vertrauten Personen konkret, und in anderen Fällen wird es mit beschönigender Sprache bedacht oder unterliegt sogar einem gewissen Sprachtabu. Allenthalben sind Euphemismen auch in der Werbung und im Verkaufsgespräch anzutreffen, beispielsweise Transpiration statt Schweiß. Auch können hier bestimmte Ausdrücke gänzlich vermieden werden. Beispielsweise war in den frühen 1970er Jahren das Wort Haarglanzmittel als Euphemismus für Haarfärbemittel zu sehen, weil man zu jener Zeit das Erkennen von gefärbten Haaren oftmals als unangenehm empfand. Desgleichen wurde der Ausdruck Toilettenpapier vermieden und stattdessen etwa von Krepp oder von der Anzahl der Blätter gesprochen. Im Zuge dessen wurde vielfach auch im alltäglichen Sprachgebrauch das Wort Rolle zum euphemistischen Ersatz.
Speziell in Verkaufsgesprächen wird oft vermieden, stressauslösende Reizwörter wie Preis oder kaufen auszusprechen, stattdessen wird mit Ersatzfloskeln wie in ein Produkt investiert, Geld angelegt, Sie bekommen dafür… gearbeitet.

### Sondersprachlicher Gebrauch: Soldatensprache
Bestimmte soziale Gruppen bedienen sich eines eigenen, sie kennzeichnenden Wortschatzes, mit dem sie sich bewusst von der Allgemeinheit abheben wollen und der für die Mitglieder dieser Gruppe identifizierend wirkt. Die Soldatensprache ist dafür bekannt, dass sie in ihrem Jargon ein reichhaltiges Spektrum an tatsächlichen Euphemismen aufweist sowie an Ausdrücken, die fälschlicherweise für solche gehalten werden. Da der Tätigkeitsbereich eines Soldaten immer wieder an bedrohliche Situationen für Leib und Leben erinnert, werden Dinge und Angelegenheiten, die auf Verwundung und Tod hindeuten, als psychische Kompensation auf sehr oft derbe, zynische oder sarkastische Weise benannt. In vielen Fällen ist es daher fraglich, ob bei solchen Ausdrücken noch von einem Euphemismus, also von einer tatsächlichen Beschönigung gesprochen werden kann. Viele der soldatischen Ausdrücke muten eher gegenteilig als Kakophemismen an, haben aber die Funktion eines Euphemismus, als verschleiernder Ersatz für diejenigen Ausdrücke zu stehen, welche die existenzbedrohenden Dinge und Situationen direkt benennen.
Diese jargonhafte Sprechweise ist in der Welt des Militärs auch auf anderen Gebieten des soldatischen Lebens als nur dem des Kampfes anzutreffen. Viele der Bezeichnungen für alltägliche und nichtkriegerische Angelegenheiten des Soldatenberufes benennen diese zwar auch mit anderen Wörtern, haben aber rein scherzhaften Charakter und können folglich nicht als Euphemismen gelten. Beispiele für solche fälschlicherweise als Euphemismen gedachten Ausdrücke, die zum Teil auch nur lokal oder zeitlich begrenzt verwendet werden könnten, sind etwa knitterfreier Zylinder für Stahlhelm, Heilsarmee für NATO-Truppen, Kanalarbeiterfrachtbrief für Toilettenpapier oder Argumentationsverstärker für Waffe.
Für den Kampf und den Krieg betreffende Begriffe werden vielfach Wörter verwendet, die den militärischen Charakter und die damit verbundene Bedrohlichkeit und Gefahr ausblenden und daher trotz ihres scherzhaften oder zynischen Wesens sehr wohl als Euphemismen gelten. Beispiele dafür sind etwa Dauerregen für Trommelfeuer, Grill und Handofen für Flammenwerfer, Metallregen für Flugzeugabsturz, Schneeballschlacht für Handgranatenkampf und spucken für schießen, aber auch den Gegner neutralisieren für den Gegner kampfunfähig machen, töten.
Der Euphemismus fallen für im Krieg getötet werden ist in den allgemeinen Sprachgebrauch übernommen worden, wo er den Status eines Fachausdrucks erlangt hat.

## Sprachliche Formen des Euphemismus
Ausdrücke, die man aus euphemistischen Gründen nicht verwenden will, können in vielfacher Weise umgangen bzw. ersetzt werden. Gängige Formen des Ersatzes sind dabei nicht nur Umschreibungen, der Einsatz von Fremdwörtern, Leerformeln und Metaphern sowie von Über- und Untertreibungen, sondern auch das Nennen eines Teils für das Ganze, das Verwenden von Akronymen und Abkürzungen oder von Wortspielen, Reduplikationen oder ironischen Ausdrücken. Aus diesem sprachlichen Angebot sind beispielsweise folgende anzutreffen:

### Ausdrücke aus Fach- und Fremdsprachen
Die bisherigen Beispiele zeigen die gängige Variante, einen Ausdruck durch einen anderen Ausdruck aus derselben Sprache oder aus demselben Sprachbereich zu ersetzen. Daneben können Wortersetzungen auch aus einer Fachsprache oder aus einer Fremdsprache vorgenommen werden. Denn auch die Fremdsprachlichkeit von Ausdrücken selbst kann einen aufwertenden oder verhüllenden Charakter aufweisen und bei passenden Gelegenheiten sogar als Ersatzbezeichnungen für tabuisierte Dinge eingesetzt werden. Milderung und Verhüllung verschaffen beispielsweise die aus der medizinischen Fachsprache stammenden lateinischen oder griechischen Fachvokabeln für die Sexualität und die Geschlechtsteile, so etwa im Falle von Koitus, von Penis und Vagina (wobei die Bedeutung von letzterem Wort vielfach mit der von Vulva verwechselt wird) oder von Hymen für das Jungfernhäutchen. Das semantische Gegenteil ist ebenfalls nicht auszuschließen: So wird beispielsweise kopulieren für den Geschlechtsakt bei Menschen eher abwertend verstanden.

Aufsehen erregte der von der britischen Gesundheitsministerin Anne Milton gemachte Vorschlag, dass dicke Personen von Ärzten nicht fachsprachlich als adipös (=obese) (dickleibig), sondern bewusst als fett (=fat) bezeichnet werden sollen, um so die sprachliche Verhüllung zu entfernen und das Selbstverantwortungsgefühl der Patienten für den eigenen gesundheitlichen Zustand zu fördern. Eine Diskussion um die Wertigkeit des Wortes fett war eine der Folgen.
Aus sprachhistorischer Sicht ist das Phänomen zu beobachten, dass viele, nunmehr als völlig normal betrachtete Ausdrücke für tabuisierte Dinge wie gefährliche Tiere, Geister, Dämonen und der Teufel, Dinge den Tod betreffend nicht aus der eigenen Sprache stammen, sondern schon zu frühen Zeiten als euphemistischer Ersatz aus anderen, meist benachbarten Sprachen übernommen worden sind.
Allgemein bekannt ist das derzeitige hohe Image des Englischen, das in vielen Bereichen Anwendung findet. Ausdrücke aus der englischen Sprache werden im Deutschen heute häufig etwa auf technischem Gebiet und in der Wirtschaft als Fachtermini ohne nennenswerte Bedeutung angewendet. Eher scherzhaft zu verstehen ist die Bezeichnung Facility Manager für Hausmeister, womit eigentlich der Studiengang des Facility Management gemeint ist. Das aufwertende Moment englischer Ausdrücke kommt aber dann zum Tragen, wenn solche Bezeichnungen aus der Fachsprache in die allgemeine Umgangssprache Eingang finden, wie es etwa bei den seit einiger Zeit üblichen Benennungen für Funktionen in wirtschaftlichen Unternehmen der Fall ist. Ausdrücke wie Chief Executive Officer für Vorstandsvorsitzender oder Geschäftsführer, Customer Service Representative für Kundenbetreuer, Sales Manager für Verkaufsleiter oder Key Account Manager im Wesentlichen für Großkundenbetreuer sollen, wenn sie im deutschsprachigen Raum angewendet werden, internationale Ausrichtung und große Bedeutung des Unternehmens demonstrieren. Daher werden solche Bezeichnungen dort in Anspruch genommen und ihre euphemistische Wirkung ausgenutzt, wo sich ein Unternehmen der breiten Öffentlichkeit präsentieren kann wie etwa in Stellenanzeigen in Tageszeitungen.
Nicht nur in der Wirtschaft oder in der Technik, sondern auch im sprachlichen Alltag dienen englische Wörter vielfach zur Betonung und Aufwertung des Gesagten. Allein die englische Aussprache eines Wortes wie Klub als club oder der Einsatz von Event für Veranstaltung, Ereignis, soll das Bezeichnete in einem besseren Licht erscheinen lassen. Auch will man sich damit gegebenenfalls internationaler, also bedeutsamer oder moderner und zeitgemäßer geben. So wirkt das Wort Flyer wesentlich jugendlicher und frischer als Flugblatt. Ein mittlerweile gängig gewordenes Beispiel dafür ist auch das Verwenden von City für Innenstadt. Das bereits seit etlichen Jahrzehnten universell anzutreffende ok für einverstanden, gut so hingegen hat seinen aufwertenden Charakter bereits verloren.
Die Bedeutung, die heute der englischen Sprache zukommt, hatte im 18. und 19. Jahrhundert das Französische. Hiervon ist bis heute lediglich der allgemeine Eindruck geblieben, dass bestimmte französische Wörter im Deutschen verwendet als feiner und gewählter gelten; solche kommen jedoch kaum mehr zum Einsatz und andere zahlreiche bereits eingedeutschte französische Wörter werden – sofern überhaupt noch als fremdsprachlich wahrgenommen – als bedeutungsneutral empfunden. Spuren der früheren aufwertenden Funktion des Französischen sind in Einzelfällen noch erkennbar. Beispielsweise wird es als eine gewisse Diskrepanz empfunden, wenn aus dem englischen Sprachraum kommende Fastfood-Ketten sich selbst als Restaurant bezeichnen, da das Wort eher an gehobene Esskultur erinnert als an eine schnelle und kulinarisch minderwertige Mahlzeit zwischendurch.

### Schreibvarianten

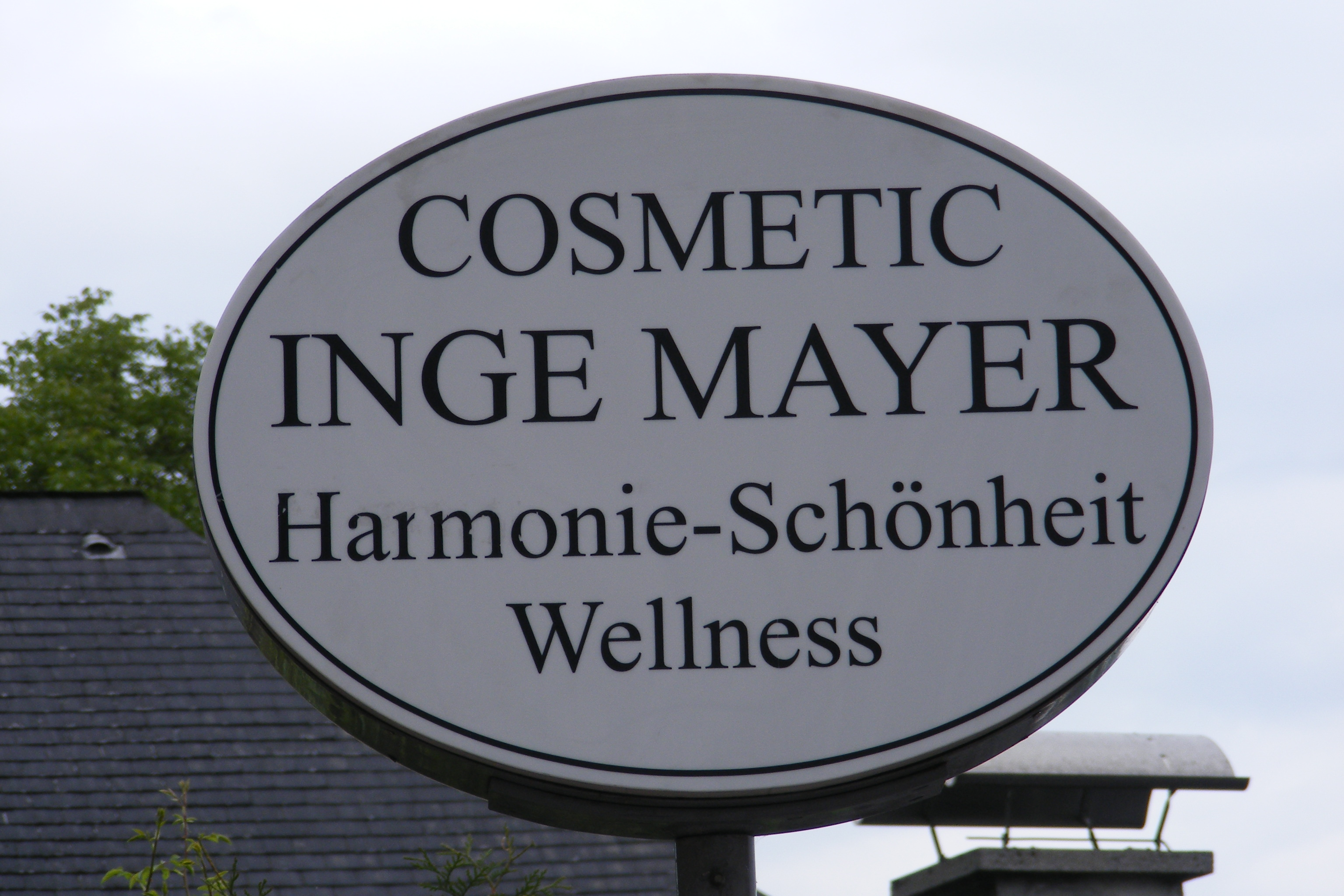
Der englische Begriff statt des deutschen Worts „Kosmetik“ soll die Bezeichnete aufwerten. Die Bindestrich-Verwendung bei den deutschen Begriffen widerspricht allerdings der deutschen Orthografie.

Euphemistische Wirkung wird nicht nur durch die Wortwahl selbst, sondern fallweise auch durch die Schreibweise erzielt. Vielfach ist allein in der Schreibung von Wörtern eine beabsichtigte konnotative Steigerung erkennbar. Eine relativ häufig anzutreffende Variante ist dabei, den Buchstaben K oder Z durch das international bzw. fremdsprachlich anmutende und als Zeichen rundere und geschmeidigere C zu ersetzen wie beispielsweise in (mittlerweile veraltet) Clo für Klo mit beschönigendem und verhüllendem Charakter oder wie in Centrum, Circus, Cigaretten und Erotic aus Motiven der Bedeutungserhöhung. Solche hyperkorrekten Schreibvarianten, wie es Erotic oder auch Technic darstellt und die auf eine beabsichtigte Aufwertung des Gesagten zurückzuführen sind, bilden einen fließenden Übergang zu den Hyperkorrekturen im eigentlichen Sinne (wie beispielsweise Dyplom statt Diplom), die aus der Annahme heraus entstehen, dass man mit einer derartigen Schreibung einer höheren Stilebene entspräche.

### Auslassen, Verändern und Unkenntlichmachen von Wörtern
Des Weiteren kann auch das Weglassen von Wörtern (Ellipse) einer Beschönigung oder Milderung dienen. Solches liegt heute etwa bei Verwenden von Piktogrammen wie des Männer- und Frauensymbols oder der Bezeichnung „00“ auf Hinweisschildern und auf den Türen von Toiletten im öffentlichen Bereich vor. (Letzteres geht angeblich auf Beherbergungsbetriebe zurück, die neben den Zimmernummern die allgemeinen Toiletten einer Etage mit der Türnummer 0 bzw. mit 00 versehen haben.)
Euphemistisch motiviertes Weglassen von Wörtern gab es in früherer Zeit (und gibt es in bestimmten Zusammenhängen auch heute) in schriftlicher Konversation. So verzichtete beispielsweise Joseph Haydn wie zu jener Zeit üblich in seinen Briefen aus Höflichkeitsgründen sehr häufig auf das Wort ich, da dies bei ehrerbietendem Sprechen als zu streng und egozentrisch aufgefasst wurde. Dieses Phänomen wird auf ein magisches Sprachtabu zurückgeführt und findet sich in der heute noch gelegentlich befolgten Regel, in herkömmlichen Briefen nicht mit ich zu beginnen. Auch die Verwendung von wir und des unpersönlichen es („es finden sich in Ihrer Arbeit Fehler“ statt „Ich habe Fehler gefunden“ oder „Sie haben Fehler gemacht“) und andere stilistische Verfahren sind auf das Vermeiden von ich – auch bei anderen kommunikativen Gelegenheiten – bzw. auf eine beabsichtigte Milderung eines sprachlichen Angriffs zurückzuführen.
Ebenso kann die Bildung von Abkürzungen in unterschiedlichen Varianten als Form einer Auslassung gesehen werden. Akronyme wie WC für water closet und BH für Büstenhalter oder der im englischen Sprachraum gebräuchliche Ausdruck bra als abgekürzte Form des aus dem Französischen stammenden Wortes brassiere für Büstenhalter sind aus euphemistischen Gründen entstanden.
Das Verändern von Wörtern zu euphemistischen Zwecken liegt in unterschiedlichen Formen vor. So kann beispielsweise eine Verkleinerungsform nicht nur eine Sache in kleinerer Ausführung bezeichnen, sondern damit gleichzeitig die mit dem Wort verbundenen konnotativen Wirkungen verringern. Der Po bzw. Popo als Bezeichnung für das Gesäß, entstanden aus dem lateinischen Wort podex Gesäß, kann zum Popscherl verkleinert und verniedlicht werden.
Auch lautliche Umstellungen, Kontaminationen oder andere Veränderungen von Wörtern können als Euphemismen dienen, weil damit ein Aussprechen der eigentlichen Bezeichnungen vermieden wird. Solches ist etwa aufgrund von Sprachtabus im religiösen Bereich bei Flüchen (Sapperment für Sakrament) und anderen Gelegenheiten (Herrjemine als Kontamination aus Herr Jesu Domine) zu finden.

## Folgen des Gebrauchs von Euphemismen
Der wiederholte Einsatz von Euphemismen kann gewisse Folgen zu Bedeutungen der betroffenen Wörter und des Wortbestandes einer Sprache überhaupt haben.

### Semantische Veränderungen

#### Pejorisierung
Die linguistische These der Euphemismus-Tretmühle besagt, dass jeder Euphemismus irgendwann die negativen Konnotationen seines Vorgängerausdrucks annimmt, mit anderen Worten, dass der aufwertende, beschönigende oder tarnende Charakter des Ausdrucks über kurz oder lang verloren geht. Der Euphemismus wird dann oftmals sogar als Ironie oder Zynismus aufgefasst, seine Wirkung nutzt sich jedenfalls ab. Der euphemistisch verwendete Ausdruck unterliegt somit einer Pejoration, also einer Bedeutungsverschlechterung. In welchem Zeitraum dies geschieht, ist von Fall zu Fall unterschiedlich. Als aktuelles Beispiel für diesen Prozess ist das Wort Erotik zu nennen, das heute zum einen noch immer die feinfühlige Sinnesfreude bezeichnet (erotische Kunst), aber zum anderen vermehrt als Synonym für Sex und Pornografie verwendet wird (Erotikmagazin, erotische Filme). Mit der wiederholten Tarnung des (in der Öffentlichkeit verpönten) Pornografischen und mit seiner Aufwertung zur Erotik erfahren die Wörter Erotik und erotisch über kurz oder lang eine abwertende Bedeutungsverschiebung. – Derselbe Vorgang ist derzeit bei Abenteuer und Erlebnis zu verzeichnen. Diese Wörter werden von der Tourismusbranche zum Zwecke der Aufwertung ihrer Angebote so sehr in Anspruch genommen (Abenteuerurlaub, Erlebnispark usw.), dass die Intensität von Abenteuer und Erlebnis stark nachlässt und die Wörter zur Bezeichnung von wahren Abenteuern und Erlebnissen kaum mehr ausreichen.
Im Zuge der Verringerung der tarnenden oder aufwertenden Funktion eines Euphemismus kann der entsprechende Ausdruck mit der Zeit einfach nur konnotativ neutral werden. So stellt das Wort Bär, das ursprünglich im Althochdeutschen mit der Bedeutung Brauner als tarnender Euphemismus für dieses wilde Lebewesen galt, heute eine Tierbezeichnung ohne nennenswerte Nebenbedeutungen oder Begleitgefühle dar. Ein weiteres Beispiel ist das im politisch-militärischen Bereich verwendete Wort Aufklärung (auch etwa als Teil einer Komposition wie in Aufklärungsflugzeug). Ursprünglich als tarnender Euphemismus für Spionage (bzw. Spionageflugzeug) sollte das Wort die eigene Spionagetätigkeit sprachlich vertuschen, da die negative Bedeutung des Spionierens nur dem politischen Gegner zugeschrieben wurde. Heute gilt das Wort durch den häufigen Gebrauch in den Medien als mehr oder weniger bedeutungsneutral.
Die Pejorisierung eines nicht mehr als Euphemismus gebrauchten Wortes kann aber auch so weit gehen, dass es zum abwertenden Dysphemismus wird. Beispiele dafür sind Krüppel und Idiot, die ursprünglich einen körperlich bzw. geistig behinderten Menschen bezeichneten und heute fast ausschließlich als Schimpfwörter dienen. Derselbe Mechanismus liegt etwa bei den früher gebräuchlichen Ausdrücken Kriegsministerium und Kriegsminister vor: Diese wurden im Zuge der Auseinandersetzungen zwischen Westdeutschland und der DDR wieder aufgegriffen. So bezeichnete der damalige Staatsratsvorsitzende der DDR Walter Ulbricht den westdeutschen Verteidigungsminister Franz Josef Strauß als Kriegsminister, und auch aktuelle Verwendungen dieses Wortes sind in diesem Sinne zu verzeichnen. Bestärkt wird eine solche Redeweise durch die generell negative Beurteilung von Krieg.

### Veränderungen im Wortschatz
Der ständige Gebrauch eines euphemistischen Ausdrucks kann bewirken, dass die ursprüngliche Bezeichnung überhaupt nicht mehr verwendet wird und in der Folge aus dem Wortschatz einer Sprache verschwindet: Privet für die Toilette oder Valant für den Teufel gelten heute als untergegangene Wörter. Auch Abort für das Klo ist heute nur noch wenig gebräuchlich.
Als Euphemismen werden unter anderem auch die Bezeichnungen „Rassenhygiene“ und „Säuberung“ angesehen.

## Euphemismus als universelles Phänomen
Euphemistischer Sprachgebrauch ist in vielen Sprachen aufzufinden. In der menschlichen Kommunikation sind nicht einzelne Wörter oder eine bestimmte Einzelsprache, sondern vorwiegend Faktoren, die außerhalb der Sprache liegen, dafür verantwortlich, wie man in bestimmten Situationen sprachlich in Erscheinung tritt. Solche außersprachlichen Faktoren, die eine euphemistische Redeweise erfordern können, sind in besonderem Maße
- Eigenschaften des menschlichen Naturells: die Fähigkeit zu religiösem Glauben, die Wahrnehmung von Tabus, das Vermögen sich empathisch in andere einzufühlen usw.
- Wahrnehmen des Lebens: Zeugung und Lebensanfang, Lebensbedrohung, Lebensende
- Erscheinungsbild des Menschen in der Gesellschaft: Integrität, Sauberkeit, Anstand, Würde und Ansehen
- persönliches und kollektives Einschätzen und Verhalten: Konsum von Rausch- und Lebensmitteln, Paarverhalten, Verhalten zu Mitgliedern der eigenen Gemeinschaft und zu Fremden.
- persönliche Haltungen, Einstellungen und Absichten: Pietät und Glaube, Prüderie, Toleranz, willentliche Einflussnahme auf andere.

Die Berücksichtigung all solcher Umstände macht daher euphemistischen Sprachgebrauch auf stets denselben Gebieten zu einer universell anzutreffenden Erscheinung.